# RADIO CONTINUOUS
『RADIO CONTINUOUS』（レディオ・コンティニュアス）は、FM802で放送されているラジオ番組。

## 概要
2023年4月の改編より始まった番組。「1日の終わりと始まりを繋ぐ」というコンセプトでDJを置かず、楽曲をノンストップでオンエアする、実質フィラー番組となっている。
3時から5時の2時間は下記の通り特定のテーマを設けた選曲で構成された企画が行われた。
- 朝までサザン（2025年3月18日 - 3月21日）

サザンオールスターズのアルバム「THANK YOU SO MUCH」のリリース記念。サザンオールスターズの楽曲のみを選曲。
2025年4月の改編により放送時間が毎週火 - 金曜 3:00 - 5:00に変更となった。

## 放送時間
- 毎週火 - 金曜 3:00 - 5:00（2025年4月1日 - ）

### 過去の放送時間
- 毎週火 - 金曜 3:00 - 6:00（2023年4月4日 - 2025年3月28日）

## 出演
- 豊田穂乃花

放送開始と番組エンディング時にのみナレーションを行う。2025年3月までは5時の時報後のナレーションも行っていた。